# Oxtotipac
Oxtotipac är en ort i kommunen Otumba i delstaten Mexiko i Mexiko. Samhället hade 3 574 invånare vid folkräkningen år 2020. Oxtotipac ligger precis norr om Belém och är kommunens fjärde folkrikaste ort.